# Kaiser-Franz-Joseph-Marsch
Kaiser-Franz-Joseph-Marsch, op. 67, är en marsch av Johann Strauss den yngre från 1849.

## Historia
Johann Strauss den yngre hade sympatiserat med revolutionen 1848 och stött aktivisterna genom att bland annat komponera verken Freiheits-Lieder (op. 52),  Revolutions-Marsch (op. 54), Burschen-Lieder (op. 55), Studenten-Marsch (op. 56) och Liguorianer-Seufzer-Polka (op. 57). Efter att revolten var nedslagen insåg han att det var nödvändigt att visa sin lojalitet till monarkin men utan att alltför publikt offentliggöra sin nya ståndpunkt. Denna strategi skulle komma att löna sig, då Strauss 1863 utnämndes till "Hovbalsmusikdirektor". 
I och med Strauss låga profil att inte annonsera sitt nya verk gör att vi idag inte säkert vet när marschen för första gången spelades. Den kan ha framförts den 16 augusti 1849 på Dommayers Casino i Hietzing i samband med ett förberedande födelsedagsfirande av kejsare Frans Josefs 19-årsdag. Med största säkerhet spelades marschen den 20 augusti vid en festbal i Denglers Bierhalle i förorten Fünfhaus.

## Om marschen
Speltiden är ca 2 minuter och 5 sekunder plus minus några sekunder beroende på dirigentens musikaliska tolkning.

## Weblänkar
- Dynastin Strauss 1849 med kommentarer om Kaiser-Franz-Joseph-Marsch.
- Kaiser-Franz-Joseph-Marsch i Naxos-utgåvan.